# Cupa San Marino
Cupa San Marino denumită oficial Coppa Titano este competiția de cupa națională la fotbal a statului San Marino. Ea a fost fondată în 1937.

## Câștigători
- 1937 : Libertas

nu s-a jucat între 1938 și 1949
- 1950 : Libertas

nu s-a jucat între 1951 și 1953
- 1954 : Libertas

nu s-a jucat între 1955 și 1957
- 1958 : Libertas
- 1959 : Libertas
- 1960 : not played
- 1961 : Libertas

nu s-a jucat între 1962 și 1964
- 1965 : Juvenes
- 1966 : Tre Fiori
- 1967 : Tre Penne
- 1968 : Juvenes
- 1969 : not assigned
- 1970 : Tre Penne
- 1971 : Tre Fiori
- 1972 : Domagnano
- 1973 : not assigned
- 1974 : Tre Fiori
- 1975 : Tre Fiori
- 1976 : Juvenes
- 1977 : Dogana
- 1978 : Juvenes
- 1979 : Dogana
- 1980 : Cosmos
- 1981 : Cosmos
- 1982 : Tre Penne
- 1983 : Tre Penne
- 1984 : Juvenes
- 1985 : Tre Fiori
- 1986 : La Fiorita 6-1 Tre Fiori
- 1987 : Libertas 0-0 (5-3) Tre Penne
- 1988 : Domagnano 2-1 La Fiorita
- 1989 : Libertas 2-0 La Fiorita
- 1990 : Domagnano 2-0 Juvenes
- 1991 : Libertas 2-0 Faetano
- 1992 : Domagnano 1-1 (4-2) Tre Fiori
- 1993 : Faetano 1-0 Libertas
- 1994 : Faetano 3-1 Folgore
- 1995 : Cosmos 0-0 (3-1) Faetano
- 1996 : Domagnano 2-0 Cosmos
- 1997 : Murata 2-0 Virtus
- 1998 : Faetano 4-1 Cosmos
- 1999 : Cosmos 5-1 Domagnano
- 2000 : Tre Penne 3-1 Folgore
- 2001 : Domagnano 1-0 Tre Fiori
- 2002 : Domagnano 6-1 Cailungo
- 2003 : Domagnano 1-0 Pennarossa
- 2004 : Pennarossa 3-0 Domagnano
- 2005 : Pennarossa 4-1 Tre Penne
- 2006 : Libertas 4-1 Tre Penne
- 2007 : Murata 2-1 Libertas
- 2008 : Murata 1-0 Juvenes/Dogana
- 2009 : Juvenes/Dogana 2-1 Domagnano
- 2010 : Tre Fiori 2-1 Tre Penne
- 2011 : Juvenes/Dogana 4-1 Virtus
- 2012 : La Fiorita 3-2 Pennarossa
- 2013 : La Fiorita 1-0 San Giovanni
- 2014 :
- 2015 :
- 2016 :
- 2017 :
- 2018 :

## Performanță după club
| Club           | Trofee | Anii trofeelor                                             |
| -------------- | ------ | ---------------------------------------------------------- |
| Libertas       | 10     | 1937, 1950, 1954, 1958, 1959, 1961, 1987, 1989, 1991, 2006 |
| Domagnano      | 8      | 1972, 1988, 1990, 1992, 1996, 2001, 2002, 2003             |
| Tre Fiori      | 6      | 1966, 1971, 1974, 1975, 1985, 2010                         |
| Juvenes        | 5      | 1965, 1968, 1976, 1978, 1984                               |
| Tre Penne      | 5      | 1967, 1970, 1982, 1983, 2000                               |
| Cosmos         | 3      | 1980, 1981, 1999                                           |
| Faetano        | 3      | 1993, 1994, 1998                                           |
| Murata         | 3      | 1997, 2007, 2008                                           |
| La Fiorita     | 3      | 1986, 2012, 2013                                           |
| Dogana         | 2      | 1977, 1979                                                 |
| Juvenes/Dogana | 2      | 2009, 2011                                                 |
| Pennarossa     | 2      | 2004, 2005                                                 |